# Indocalamus
Indocalamus es un género de plantas herbáceas de la familia de las poáceas. Es originario del Asia tropical. Comprende 67 especies descritas y de estas, solo 28 aceptadas.

## Descripción
Son  arbustos perennifolios. Los tallos de flores de hoja verde. Culmos delgados, de 60-300 cm de alto; leñosos y persistentes; ramificados arriba. Las vainas de los culmos persistentes.  Plantas desarmadas. Hojas no agregadas; basalmente con setas auriculares. La lámina de hoja ancha o estrecha, de 5-25 mm de ancho, no cordadas, o cordadas, no sagitadas; pseudopecioladas. Lígula presente, con una membrana con flecos; corta. Contra-lígula presente (en las especies vistas). Plantas bisexuales, con espiguillas bisexuales; con flores hermafroditas. La inflorescencia paniculada; (las panículas terminando frondosas o brotes sin hojas).

## Taxonomía
El género fue descrito por Takenoshin Nakai y publicado en Journal of the Arnold Arboretum 6(3): 148. 1925.  La especie tipo es: Indocalamus sinicus
Citología
Número de la base del cromosoma, x = 12. 2n = 48. 4 ploid.

## Especiesseleccionadas
- Indocalamus debilis
- Indocalamus latifolius
- Indocalamus longiauritus
- Indocalamus sinicus
- Indocalamus tesselatus